# Coccophagoides rex
Coccophagoides rex är en stekelart som beskrevs av Girault 1930. Coccophagoides rex ingår i släktet Coccophagoides och familjen växtlussteklar. Inga underarter finns listade i Catalogue of Life.